# Mirra Alfassa
Mirra Alfassa (Paris, 21 de fevereiro de 1878 - Auroville, Índia, 17 de novembro de 1973) foi uma artista, musicista e iogue francesa, sucessora do trabalho de Sri Aurobindo, que organizou e conduziu a comunidade do Sri Aurobindo Ashram, criando a prática do Yoga Integral, segundo a visão desse seu Mestre e desenvolvido por si. Formulou os princípios de uma Educação Integral e em seus últimos anos, vivenciou e descreveu processos de transformação do corpo físico, descobrindo e experienciando a Consciência Celular e sua abertura e permeação pela consciência mais alta, assim desbravando um caminho para a supramentalização integral do ser.
Esteve na Índia em 1914, quando conheceu o referido Sri Aurobindo. Retornou à França durante a 1ª Guerra Mundial, e voltou definitivamente à Índia em 1920, criando juntamente com Sri Aurobindo, o "Sri Aurobindo Ashram". Em 1924, com a retirada de Sri Aurobindo a um aposento do Ashram, tomou a direção prática da comunidade, fundando a Cidade da Aurora na Índia, que conduziu até sua morte. Ocupou-se em explicar o pensamento de Aurobindo aos discípulos em termos simples, e em orientar e coordenar as diversas atividades do Ashram, além de desenvolver um trabalho interior na busca dos ideais de Sri Aurobindo. Deixou também muitos trabalhos escritos, resultados de suas vivências interiores.